# 渟足柵
渟足柵（ぬたりのき/ぬたりのさく）は、越国（高志国）にあった日本の古代城柵。「沼垂城」とも。
大化3年（647年）に築かれたとされる。詳細な所在地は不明だが、現在の新潟県新潟市東区にあったと考えられている。

## 概要
越国（高志国）の北端は、皇極天皇元年（642年）頃には現在の新潟県の弥彦山と長岡市を結ぶ線辺りであったと考えられている。
645年の乙巳の変後に即位した孝徳天皇が、大化2年（646年）正月1日に改新の詔を示し、大化の改新という体制変革が起こった。すると、

大化3年（647年）には渟足柵（新潟県新潟市東区辺り）が造られて柵戸も置かれ、翌大化4年（648年）には磐舟柵（新潟県村上市岩船辺り）が設置され蝦夷に備えた。なお、史料にはないが、この時期の太平洋側では陸奥国に郡山遺跡として知られる名称不明の城柵が造られた。
斉明天皇4年（658年）7月4日に、渟足柵造の大伴稲積が、蝦夷の朝献に際して小乙下の冠位を授けられた。このときには、位置不明の都岐沙羅柵造とともに、多数の蝦夷が位と物を授かった。蝦夷が招かれたのは阿倍比羅夫の北航の成果であり、渟足柵造がそこで何らかの役割を果たしたことが示唆される。
文献史料にみる渟足柵の跡はここで途切れるが、1990年に、三島郡和島村（現・長岡市）の八幡林遺跡で、「沼垂城」「養老」という字が書かれた木簡が出土した。そこで、養老年間（717年 - 723年）に渟足柵が沼垂城の名で機能していたと推定できる。
別に、威奈大村の墓誌に見える慶雲2年（705年）の越後城が、改名された渟足柵ではないかとする説もある。

## 立地
渟足柵は平安時代の『倭名類聚抄』に見える沼垂郡沼垂郷にあったと考えられる。そして近世以降現在に至るまで沼垂という地名がある。地形的には信濃川と阿賀野川の合流点付近の海岸平野で、水運が重要だった当時の高志（越）の実情に合った立地である。しかし、冬期間や水運が使えないときの食糧確保は、水運だけに頼るには難しいことをみれば、大瀬附近が適地とは言えない面がある。
それでも単純に現在の沼垂とすることはできないのは、沼垂町が河道変化の影響で近世の初めに4度も場所を変えたことが知られているからである。知られるかぎり最古の場所は現在の新潟県新潟市東区の王瀬で、ここが有力候補ではある。だが中世にも同じ理由で移転した可能性があり、古代の沼垂の正確な位置は不明である。王瀬ではボーリング調査によって古代の水田跡が見つかっているが、それ以上の調査は及んでいない。
なお、磐舟柵の位置は、渟足から北東に約40km、現在の同県村上市岩船の辺りと推測される。